# George Atwood
George Atwood FRS (ca. oktober 1745 – 11. juli 1807) var en engelsk matematiker, der opfandt Atwood-maskinen til at illustrere virkningerne af Newtons bevægelseslove. Han var desuden en berømt skakspiller, der ved at nedskrive mange partier, både sine egne og andre spilleres, herunder Philidor, som var tidens førende mester, efterlod en værdifuld historisk arv til fremtidige generationer.
Atwood blev født i Westminster, datoen er ukendt, men formodes at have været kort før hans dåb den 15. oktober 1745. Han gik på Westminster School, og i 1765 blev han optaget på Trinity College, Cambridge. Han dimitterede i 1769 med rang som tredje wrangler og blev tildelt den første Smiths-pris. Efterfølgende blev han fellow og tutor på kollegiet. I 1776 blev han valgt som medlem af Royal Society i London .
I 1784 forlod han Cambridge og modtog kort efter stillingen som patentansvarlig for toldvæsenet af William Pitt den yngre, hvilket kun krævede begrænset fremmøde og gjorde det muligt for ham at bruge en betydelig del af sin tid på matematik og fysik.
Atwood døde ugift i Westminster i en alder af 61 år og blev begravet ved Sankt Margarets Kirke. Over et århundrede senere blev et månekrater omdøbt til Atwood til hans ære.

## Udvalgte udgivelser
Atwoods udgivne værker, med undtagelse af artikler han forfattede til Philosophical Transactions, hvoraf en skaffede ham Copleymedaljen i 1796, er som følger:
- Description of the experiments, intended to illustrate a course of lectures, on the principles of natural philosophy (italiensk). Pavia: Stamperia del Monastero di S. Salvatore <Pavia>. 1781.

- Analysis of a Course of Lectures on the Principles of Natural Philosophy (Cambridge, 1784)(engelsk).

- Treatise on the Rectilinear Motion and Rotation of Bodies (Cambridge, 1784), som beskriver nogle interessante eksperimenter, hvormed mekaniske principper kan demonstreres, og som beskriver den maskine, som siden er navngivet efter ham, og som eksperimentelt kan verificeres lovene for simpel acceleration.
- The construction and analysis of geometrical propositions, determining the positions assumed by homogeneal bodies which float freely and at rest on a fluid surface, Philosophical Transactions of the Royal Society (London, 1796); (portugisisk oversættelse, 1798).

- Review of the Statutes and Ordinances of Assize which have been established in England from the 4th year of King John, 1202, to the 37th of his present Majesty (London, 1801)(engelsk), et værk med nogle historiske undersøgelser.

- Dissertation on the Construction and Properties of Arches (London, 1801).(engelsk)

- Skakspil, som Atwood havde nedskrevet, blev offentliggjort efter hans død af George Walker [2] i London i 1835. Atwood var en af de få skakspillere, som lejlighedsvis kunne vinde over Verdoni.